# Batman: Arkham Origins
Batman: Arkham Origins es un videojuego de acción y aventura de mundo abierto y sigilo desarrollado por WB Games Montréal y publicado por Warner Bros. Interactive Entertainment. Basado en el superhéroe de DC Comics, Batman, es la secuela del videojuego de 2011 Batman: Arkham City y la tercera entrega principal de la serie Batman: Arkham. Escrito por Dooma Wendschuh, Corey May y Ryan Galletta, la historia principal del juego se ambienta ocho años antes de Batman: Arkham Asylum de 2009 y sigue a un Batman más joven y menos refinado. Cuando el señor del crimen Máscara Negra ofrece una recompensa por él, atrayendo a ocho de los más grandes asesinos del mundo a Ciudad Gótica en la víspera de Navidad, Batman debe llevar a Máscara Negra ante la justicia, mientras también es perseguido por la policía y tiene que enfrentarse a otros villanos, como el Guasón y Anarquía, que se aprovechan del caos para lanzar sus nefastos planes.
El juego se juega desde una perspectiva en tercera persona, centrándose en las habilidades de combate y sigilo de Batman, las habilidades de detective y los dispositivos para el combate y la exploración. Batman puede moverse libremente por el mundo abierto de Ciudad Gótica, interactuando con los personajes y completando misiones. Además de la historia principal, Batman puede ayudar a la policía a lidiar con crímenes y enfrentarse a otros supervillanos que aterrorizan la ciudad. Arkham Origins introduce la posibilidad de que Batman recree virtualmente crímenes, lo que le permite investigar la escena e identificar al culpable. El juego también es el primero de la serie con un modo multijugador, en el que los jugadores participan en una guerra de bandas entre el Guasón y Bane.
El desarrollo de Arkham Origins comenzó a finales de 2011. La división de Montreal de Warner Bros. asumió las responsabilidades del desarrollo, ya que los creadores de la franquicia, representados por Rocksteady Studios, estaban trabajando duro en Arkham Knight y no pudieron lanzar un nuevo juego a tiempo. WB Games Montreal decidió hacer de la tercera entrega de la franquicia una precuela para explorar aspectos del personaje de Batman, como la vulnerabilidad y la falta de experiencia, que los juegos anteriores de la franquicia no pudieron. La historia está inspirada en los cómics «Legends of the Dark Knight» y «año uno» y fue escrita con la participación de Geoff Johns. El desarrollo del modo multijugador estuvo a cargo del estudio británico Splash Damage.
Arkham Origins se lanzó el 25 de octubre de 2013 para PlayStation 3, Wii U, Xbox 360 y Windows. El juego recibió críticas mayoritariamente positivas. Fue elogiado por su doblaje, las peleas contra jefes, la historia y la banda sonora, pero criticado por su falta general de innovación en la mecánica de juego y sus problemas técnicos, mientras que el multijugador se consideró una adición innecesaria a la serie.
Un juego complementario, Batman: Arkham Origins Blackgate, se lanzó junto con Arkham Origins para Nintendo 3DS y PlayStation Vita, y un juego móvil derivado para las plataformas iOS y Android se lanzó en octubre de 2013. Una secuela animada, Batman: Assault on Arkham, se lanzó en 2014, mientras que un sucesor, Batman: Arkham Knight, se lanzó en junio de 2015. Una secuela directa de Arkham Origins, Batman: Arkham Shadow, se lanzó en Meta Quest 3 el 21 de octubre de 2024, con Roger Craig Smith regresando para prestar su voz a Batman.

## Jugabilidad
Batman: Arkham Origins es un videojuego de acción y aventura con elementos de sigilo y una vista en tercera persona. Batman puede viajar libremente por Gotham deslizándose sobre su capa y usando su gancho de agarre para ganar altura y extender su vuelo usando el propulsor. Algunos de los dispositivos de Batman, que estaban en partes anteriores de la serie, están disponibles para el jugador desde el principio, pero la mayoría de los dispositivos se desbloquean a medida que avanza. Entre los gadgets disponibles desde el inicio de Origins se encuentra un secuenciador de cifrado, utilizado para hackear paneles de seguridad y monitorear canales de radio de onda corta; Batclaw, que atrae hacia sí varios objetos; Batarangs, lanzar bumeranes; gel explosivo que destruye estructuras frágiles; granadas de humo que desorientan a los enemigos; destructor que desactiva minas y armas de fuego. Los nuevos dispositivos incluyen la «Garra Controlada», que dispara un cable a dos puntos de conexión por los que Batman puede caminar o deslizarse; guantes eléctricos que noquean instantáneamente a los oponentes en el combate cuerpo a cuerpo y lanzan varios generadores; detonador de impacto, que aturde a toda una horda de oponentes. El juego ahora tiene un sistema para moverse rápidamente por el mapa usando Batwing, que no se puede controlar de forma independiente. Pero para poder llamarlo, el jugador primero debe limpiar y piratear las torres de comunicación. Algunas torres sólo se pueden despejar cuando Batman tiene el dispositivo necesario.
Los jugadores pueden atravesar áreas controladas por el enemigo usando sigilo o combate cuerpo a cuerpo directo. Utilizando el sistema de combate mejorado de Arkham City, el juego introdujo un sistema para calificar el desempeño del jugador en ciertas acciones de combate, como usar activamente dispositivos o evitar daños. Para las batallas, el jugador recibe puntos de experiencia, que se utilizan para mejorar los numerosos dispositivos y habilidades de Batman. Todas las habilidades están ramificadas y divididas en varias categorías. Los ataques enemigos están marcados con íconos de advertencia especiales que indican que debes contraatacar o esquivar. En el combate cuerpo a cuerpo, los oponentes pueden estar armados con cuchillos, escudos y tuberías de drenaje de plomo. Origins introduce nuevos tipos de enemigos: artistas marciales que pueden bloquear y contrarrestar los ataques de Batman; ejecutores blindados que son invulnerables hasta que un superhéroe destruye su armadura con un aturdimiento, y brutos cargados de Venom cuyos ataques son casi imposibles de resistir. A menudo, los oponentes están armados con armas de fuego, lo que causa un gran daño a Batman, por lo que en tales casos el jugador debe pasarlos sigilosamente. Muchos lugares tienen gárgolas de piedra que proporcionan un punto de vista elevado, o cornisas altas desde las que el héroe puede atacar con un deslizamiento.
Arkham Origins cuenta con una enorme cantidad de misiones secundarias, en las que Batman principalmente tendrá que ayudar a la policía a prevenir ataques de bandidos o evitar que mueran varios informantes. Con la ayuda de la base de datos de crímenes de Wanted, el superhéroe puede buscar y perseguir a villanos peligrosos que no están involucrados en la trama; por ejemplo Anarquía, que colocó bombas por toda la ciudad. El sistema Trials of the Dark Knight ofrece tareas de diferente dificultad que mejoran el sigilo y las técnicas del personaje. Batman tiene un despachador que notifica al héroe sobre los crímenes que se cometen cerca. El juego contiene los rompecabezas y coleccionables tradicionales de la serie de Enigma, principalmente bloques de datos y repetidores. Los desafíos de Origins cuentan con un modo 1 contra 100 en el que el jugador debe sobrevivir a combates cuerpo a cuerpo cada vez más difíciles contra cien personas.
Las habilidades de detective de Batman juegan un papel especial en el juego: puede usar Visión detectivesca para escanear la escena del crimen y encontrar pistas. En este punto, el juego cambia a la vista en primera persona. Cuando se encuentra una determinada prueba, se lanza un holograma que visualiza el crimen. El jugador ve sus «reconstrucciones» a través de la Batcomputadora en la Baticueva, lo que le permite ver los crímenes desde diferentes ángulos con la capacidad de alternar, mirar en cámara lenta o hacer pausas para buscar pistas. Escenas de crímenes pequeñas y grandes se encuentran dispersas por toda Ciudad Gótica. Por ejemplo, investigar el lugar de un accidente de helicóptero puede revelar que el helicóptero fue derribado por una bala de francotirador, lo que permite al jugador rastrear la trayectoria de la bala desde el oficial de policía muerto hasta la ubicación del tirador. Cuando el jugador revela la escena del incidente, Batman explica brevemente todo lo que vio. La Baticueva también es un lugar donde un superhéroe puede cambiarse de disfraz, mejorar su equipo y acceder a tarjetas de desafío para practicar el combate cuerpo a cuerpo o el sigilo; en juegos anteriores, solo se puede acceder a los mapas de desafío a través del menú principal. Después de completar la campaña de la historia, se desbloquea el modo Nueva partida+, en el que el jugador puede volver a jugar la historia con todos los gadgets y el progreso desbloqueados, pero en comparación con el modo historia normal, en Nuevo juego+ los enemigos son más agresivos y hay íconos de advertencia sobre su ataque fue desactivado. Después de completar la historia en Nuevo juego+, se abrirá otra: «I Am the Night», en la que el juego termina inmediatamente si Batman muere.
La versión de Windows utiliza el motor de software PhysX de Nvidia para una interacción realista y dinámica con el mundo del juego. Con PhysX habilitado, algunas áreas del juego contendrán nieve o niebla adicional y dinámica que reacciona a los movimientos de Batman; cuando el motor está apagado, los efectos son sutiles o ausentes. La versión móvil en iOS y Android se puede conectar a la principal en PC y consolas para desbloquear contenidos exclusivos.

### Multijugador
Arkham Origins introduce el modo multijugador en la serie por primera vez. El juego tiene varios modos: En Invisivle Predator Online, la acción se centra en la guerra de pandillas en la prisión de Blackgate entre el Joker y Bane. Tres miembros de la pandilla del Joker luchan contra otros tres de Bane y el equipo de Batman y Robin. La pandilla de uno de los villanos gana si mata a todos los bandidos, y Batman y Robin neutralizan absolutamente a todos los criminales, recibiendo puntos de intimidación. El Joker y Bane a menudo aparecen como jefes con habilidades más poderosas. Los miembros de uno de los equipos obtienen acceso a nuevos tipos de armas y explosivos, mientras que los superhéroes obtienen dispositivos y habilidades del juego principal, incluido Visión detectivesca. Los delincuentes tienen un análogo de «Visión detectivesca», pero requieren recarga constante. «Hunted, Hunted» enfrenta a tres matones de los equipos de Joker y Bane contra un Batman, mientras que en general todos los jugadores tienen una sola vida.

## Trama

### Universo y personajes

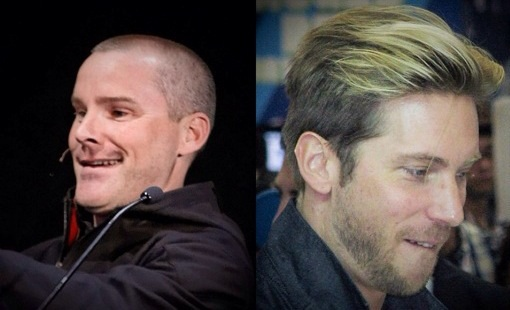
Las voces características de Batman y el Joker, Kevin Conroy y Mark Hamill, fueron reemplazadas en este juego por Roger Craig Smith y Troy Baker, respectivamente.

Arkham Origins tiene lugar aproximadamente ocho años antes de los acontecimientos de Arkham Asylum en pleno invierno de Gotham. Batman, también conocido como Bruce Wayne, sólo lleva dos años luchando contra el crimen y aún no es un superhéroe experimentado. Los habitantes del pueblo lo consideran una leyenda urbana, e incluso la policía no sabe si es un justiciero, un mito o una criatura sobrenatural. Batman lucha contra delincuentes comunes y mafiosos y está entrenado para ser más fuerte y más rápido que sus oponentes. Sin embargo, en Nochebuena, se enfrenta a un peligro más grave — Máscara Negra ofrece una gran recompensa en efectivo de 50 millones de dólares por la cabeza de Batman a ocho asesinos profesionales. Otros villanos se aprovechan de esto y deciden poner en práctica sus insidiosos planes, y los secuaces de Máscara Negra provocan un aumento del crimen y la actividad de las pandillas en Gotham.
El Departamento de Policía de Gotham City conoce a «Batman» y no aprueba sus métodos para combatir el crimen. Dirigida por el comisionado Loeb, la fuerza policial de Gotham es completamente corrupta y Branden y su equipo SWAT están cazando a Batman para su propio beneficio. James Gordon, que todavía trabaja como capitán, es uno de los agentes de policía menos reclamados. La relación de Bruce con su mayordomo Alfred es bastante tensa: le recuerda a Wayne de todas las formas posibles la muerte de sus padres y lo ve como «un niño mimado que desperdicia su herencia en una cruzada de justicieros».
Old Gotham, que en el futuro se convertirá en la prisión al aire libre «Arkham City», aún no está vallada con un muro y en su arquitectura predominan los barrios marginales, los edificios bajos, un centro comercial y los muelles donde está amarrado el barco del Pingüino The Final Offer. En el barco Penguin puedes encontrar un casino, un campo de batalla y un piso de comercio con armas y municiones. Al otro lado del puente desde Old Gotham se encuentra New Gotham, una metrópolis moderna con altos rascacielos.
Arkham Origins presenta una gran cantidad de personajes de los cómics de Batman. Batman, con la voz de Roger Craig Smith, es un superhéroe «humano máximo» y experto en artes marciales. Lo ayuda su mayordomo Alfred Pennyworth (Martin Jarvis). El principal antagonista del juego es Máscara Negra (Brian Bloom), el hombre más poderoso del mundo del crimen de la ciudad. Su verdadero nombre es Roman Sionis, director de Janus Cosmetics. Ofrece a ocho villanos una recompensa en efectivo por matar a un superhéroe, entre ellos el físicamente fuerte Bane (JD Blanc), el experimentado tirador Deadshot (Chris Cox), el veterano mercenario Deathstroke (Mark Rolston), acróbata con garras venenosas Copperhead (Rosa Salazar), Luciérnaga pirómana (Crispin Freeman), matón callejero Electrocutor (Steve Blum), Killer Croc desfigurado (Khary Payton) y el artista marcial Shiva (Kelly Hu).
La policía de Gotham ha declarado a Batman fuera de la ley, por lo que es perseguido por el Capitán Gordon (Michael Gough), el Detective Harvey Bullock (Robert Costanzo), el corrupto oficial Comisionado Loeb y el líder de las Fuerzas Especiales Branden. Además de Black Mask, el Joker (Troy Baker) figura entre los villanos, el traficante de armas en el mercado negro Pingüino (Nolan North), El Sombrerero Loco que controla la mente (Peter MacNicol), anarquista antigubernamental Anarky (Matthew Mercer), el hacker rebelde Enigma (Wally Wingert) y Alberto Falcone. Además, el juego cuenta con el director de la prisión de Blackgate, Joseph (Khary Payton), y la hija del capitán Gordon, Barbara, que todavía es una adolescente. La historia tiene lugar antes de que Batman conociera a Robin (Josh Keaton), aunque este último es un personaje jugable fuera de la campaña de la historia. Origins presenta cameos de personajes como la Dra. Harley Quinn (Tara Strong), la reportera Vicki Vale, Amanda Waller (CCH Pounder) Quincy Sharpe (Tom Kane) y Calendar Man. En la expansión de la historia Cold, Cold Heart, el villano principal es Mr. Freeze (Maurice LaMarche).

### Argumento
En Nochebuena, Batman va a la prisión de Blackgate, donde los criminales liderados por Black Mask escapan y también matan al comisionado Loeb. Tras luchar contra Killer Croc, el superhéroe descubre que el villano es uno de los ocho asesinos más mortíferos de Gotham y que compite por una recompensa en efectivo por la cabeza de Batman, ofrecida por Black Mask. En un intento por descubrir el paradero de Black Mask, Batman rastrea al Pingüino hasta su barco, The Final Offer. Allí derrota a los mercenarios Deathstroke y Electrocutioner y se entera por Penguin de que Black Mask supuestamente está muerto en el hotel. Batman investiga la escena del crimen y descubre que él no fue la víctima, sino que un criminal apodado «el Joker» probablemente estuvo involucrado en el asesinato.
Batman necesita más información para resolver el caso y se infiltra en la comisaría para obtener acceso a la base de datos criminal. Mientras busca acceso, se encuentra con el Capitán Gordon, que no confía en el héroe ni en los comandos. Siguiendo el consejo de Barbara, la hija de Gordon, Batman se infiltra en las alcantarillas debajo de la comisaría para tener acceso permanente a la base de datos. Al usarlo, Batman deduce que Black Mask ha sido secuestrado por el Joker para obtener acceso al Gotham Bank of Commerce. En el banco, Batman se encuentra con el mismísimo Black Mask, que resulta ser el Joker; habiendo asumido su identidad unos días antes, el Joker se apoderó de su imperio y fue él quien nombró una recompensa en efectivo por el asesinato del superhéroe. Batman persigue al payaso hasta la acería de Sionis, donde libera al verdadero Máscara Negra y derrota a Copperhead.
Siguiendo al Joker hasta el hotel Gotham Royal, Batman se da cuenta de que el villano y sus hombres llenaron todo el edificio con explosivos, mataron al personal y tomaron como rehenes a los invitados. El Joker regaña a los asesinos por no poder matarlo y arroja la pistola paralizante por la ventana justo delante de los ojos de Batman; al mismo tiempo, el héroe le quita los guantes eléctricos al villano fallecido. Todos los villanos se van excepto Bane, que cree que el héroe vendrá por el Joker. Todavía encuentra al payaso, pero se ve obligado a luchar contra Bane. Creyendo que Bruce es superado en número y no podrá resistir el ataque de los villanos, Alfred advierte a la policía que intervenga. Mientras Bane escapa en su helicóptero, dispara una bazuca directamente al Joker, quien es arrojado desde el techo del hotel por la fuerza del golpe. Batman lo rescata, dejándolo al cuidado de la policía. Confundido por salvar a Batman, el Joker termina en Blackgate bajo el cuidado de la psiquiatra Harleen Quinzel. El Payaso le dice que él y Batman estaban destinados a encontrarse.
En la Baticueva, Alfred regaña a Bruce y le ruega que abandone su campaña contra los criminales, ya que podría costarle la vida al héroe, pero Wayne no escucha al mayordomo y se dirige al escondite de Bane. Allí se entera de que el villano ha establecido su verdadera identidad. Mientras tanto, Firefly ataca el Puente Pioneer, lo que obliga a Batman y Gordon a trabajar juntos para derrotarlo y desarmar sus bombas. Mientras el héroe luchaba contra Firefly, Bane entra a la Baticueva y ataca a Alfred. Bruce encuentra al mayordomo moribundo bajo los escombros y lo revive con sus guantes eléctricos. Después de este rescate, Alfred reconoce que Gotham necesita a Batman para detener a villanos como Bane. Mientras contemplaba sus acciones, Wayne se enteró del motín del Joker en Blackgate.
Al darse cuenta de que necesita aliados, Batman trabaja con Gordon y la policía para normalizar la situación en Blackgate. Batman se encuentra con el Joker sentado en la silla eléctrica y le ofrece a Bruce una opción: matar a Bane o dejar que los latidos del corazón de Bane carguen la silla y mate al Joker. En su pelea con Bane, Batman usa sus guantes para detener su corazón. Satisfecho con este resultado, el Joker se marcha con la intención de volar «quince rascacielos antes del amanecer». Batman revive a Bane, quien inmediatamente al despertar se inyecta un esteroide que lo convierte en un enorme monstruo. A pesar de esto, pierde la pelea y pierde la memoria debido a los efectos secundarios del esteroide, manteniendo así en secreto la identidad de Batman.  Gracias a Gordon, Batman encuentra al Joker en la capilla de la prisión. Sorprendido por el hecho de que Bane sigue vivo, el payaso intenta obligar al superhéroe a matarlo, pero Bruce neutraliza al villano. Después de esto, Gordon deja de perseguir a Batman, con la esperanza de poder ayudar a Gotham. Durante los créditos, se reproduce una entrevista de radio en la que Quincy Sharp afirma que presionará para que se reanude el trabajo en Arkham Asylum para los criminales peligrosos y enfermos mentales de la ciudad, y en una escena posterior a los créditos, Amanda Waller invita a Deathstroke a unirse al Escuadrón Suicida.

## Desarrollo

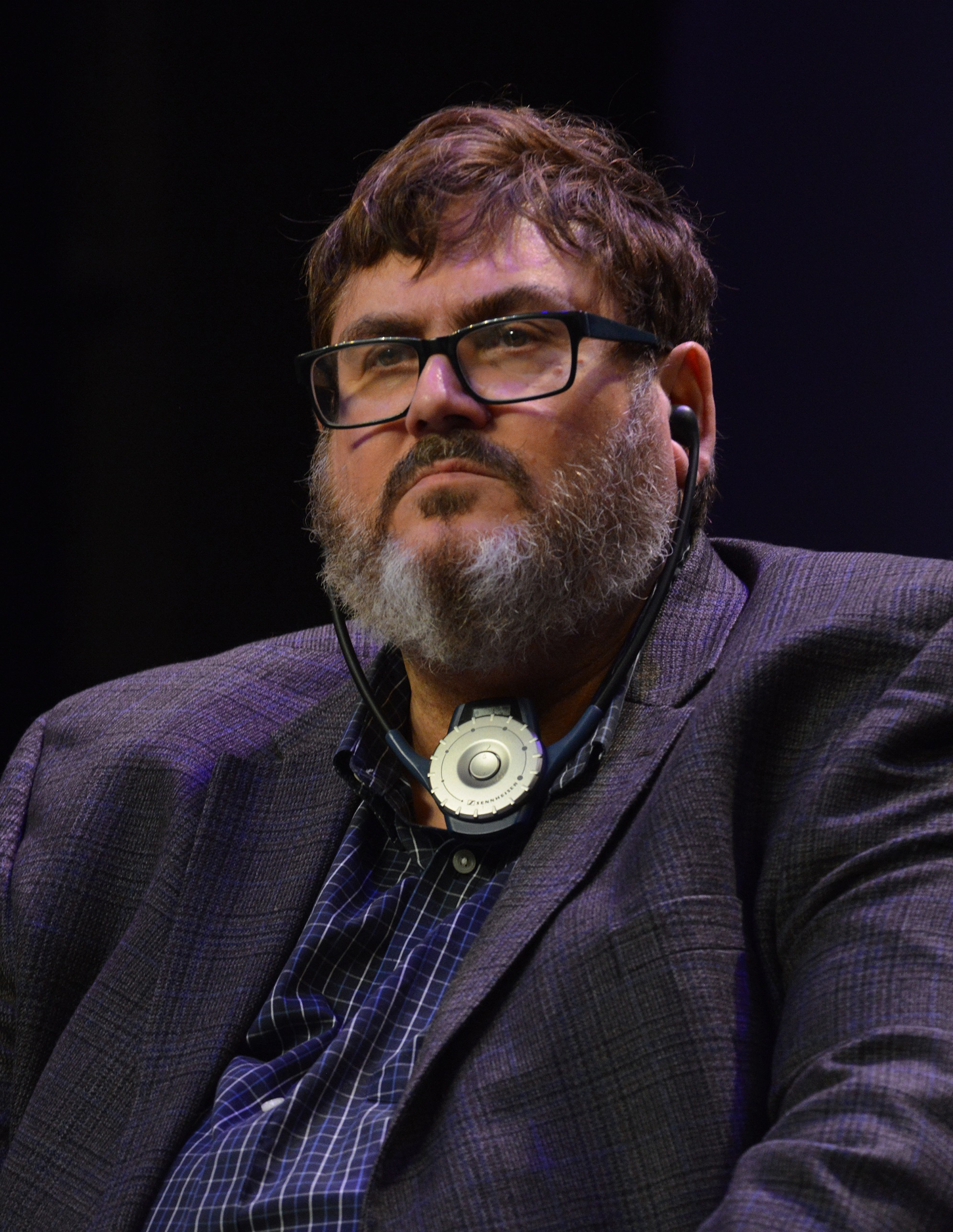
El escritor principal de Arkham Asylum y Arkham City, Paul Dini, no participó en Arkham Origins debido a otros proyectos.

En julio de 2012, Warner Bros. Interactive Entertainment planeó el próximo juego de Batman de Rocksteady Studios como una precuela protagonizada por Superman, Mujer Maravilla, Linterna Verde y Flash, basada en los cómics de la Edad de Plata. Se suponía que el juego contaría sobre el primer encuentro de Batman y el Joker, y no se lanzaría hasta 2014. En agosto de 2012, Paul Dini declaró que no participaría en la escritura de la secuela de Arkham City; no participó en la redacción del DLC La venganza de Harley Quinn. Dini dijo que aceptaría felizmente la oferta de Warner Bros. y Rocksteady, pero agregó que asumió otros proyectos, lo que significaba que físicamente no podría participar en el próximo juego de Batman hasta 2013. En febrero de 2013, apareció información de que otro desarrollador desarrollaría un nuevo juego de la franquicia Batman: Arkham.
El desarrollo de Arkham Origins comenzó a finales de 2011, y estuvo a cargo del estudio canadiense Warner Bros. Games Montreal. El anuncio oficial del juego tuvo lugar el 9 de abril de 2013. El desarrollo se confió a la división en Montreal, ya que, dada la cantidad de tiempo que Rocksteady dedicó a crear Arkham Knight, provocaría «una larga ausencia de juegos de Arkham». El diseñador de juegos anteriores y luego director de Rocksteady, Sefton Hill, declaró que «todos en Rocksteady estaban muy contentos de que el equipo de WB Games Montreal fuera responsable de crear la precuela de la serie Batman: Arkham» y calificó a los nuevos desarrolladores como «talentosos». Antes del desarrollo de Origins, WB Games Montreal estaba trasladando Arkham City a Wii U y familiarizándose con Unreal Engine 3 de Rocksteady. Los nuevos desarrolladores decidieron no hacer cambios importantes en el sistema de combate, creyendo que ya funcionaba bien, pero introdujeron nuevos tipos de enemigos con oportunidades para nuevas tácticas y técnicas para derrotarlos. La trama de Origins está parcialmente inspirada en los cómics de Batman: Leyendas del Caballero Oscuro y Batman: año uno, que detalla los primeros años de la carrera de superhéroe de Batman, y la historia del juego se describió como «Year Two». Algunos puntos de la trama, como la relación entre Batman y el Joker/Gordon y la atmósfera navideña general, fueron tomados de The Man Who Laughs, Batman: Turning Points y Batman: The Long Halloween, respectivamente. Escritura de la historia por Corey May, Ryan Galletta y Doom Wendschuh con la ayuda de Geoff Johns. Al explicar la decisión de hacer de la tercera parte de la serie una precuela, uno de los principales diseñadores del juego, Eric Holmes, dijo que a pesar de que Batman en Arkham Asylum y Arkham City es un personaje completamente formado y experimentado comparable a su versión del cómic, En Arkham Origins se decidió explorar aspectos del personaje como la falta de experiencia y la gran vulnerabilidad. En enero de 2013, el desarrollo de Arkham Origins se había completado en un 80 %. WB Games Montreal utilizó el tiempo restante antes del anuncio para perfeccionar completamente su producto.
En abril de 2013, los desarrolladores anunciaron que no habían utilizado la voz «característica» de Batman en Kevin Conroy, prefiriendo un actor con una voz más joven. En mayo, se anunció que Roger Craig Smith daría voz a Batman y Troy Baker daría voz al Joker. En Fan Expo Dallas, Conroy dijo que estaba trabajando en la «próxima entrega de Arkham», lo que generó especulaciones de que el actor retomaría su papel en Arkham Origins, pero en junio se confirmó que Kevin no estaba en el juego. En julio, se anunció que Origins sería el primer juego de Batman: Arkham en contar con modo multijugador. El juego multijugador estuvo a cargo del estudio británico independiente Splash Damage, dirigido por el director creativo Alastair Cornish; La creación del modo multijugador se llevó a cabo por separado del trabajo de WB Games Montreal en el juego principal. La versión de Wii U se lanzó sin un componente multijugador; según un representante de Warner Bros., el equipo de desarrollo se centró en las plataformas con mayor audiencia para el juego en línea.

### Diseño
Eric Holmes describió el escenario navideño del juego como «una yuxtaposición entre la estación alegre y la tristeza de Gotham»; juguetes decorativos de Papá Noel cuelgan junto a gárgolas góticas y luces navideñas se encienden en callejones oscuros. La ciudad parece desconectada del tiempo: la tecnología futurista de Batman contrasta con los edificios de los años 30, o incluso más antiguos. El área de New Gotham fue diseñada para tener áreas de alta actividad, lo que permite colocar enemigos encima y debajo de Batman. Arkham Origins presenta un alto contraste entre tonos claros y oscuros, con exceso de sombras y poco color. La ciudad está dividida en zonas residenciales, industriales y comerciales, decoradas en consecuencia: en las zonas residenciales hay principalmente luces encendidas en las ventanas, en las zonas industriales hay una atmósfera bastante aburrida y en las zonas comerciales están decoradas con decoración colectiva.
Al crear el disfraz del joven Batman, los diseñadores querían que su atuendo fuera «hecho a mano, ensamblado a partir de múltiples materiales». Eric Holmes explicó la apariencia actualizada del superhéroe de esta manera: «[El disfraz de Batman] no es algo que se haya hecho en una fábrica. Tomó equipos inventados o fabricados por él mismo y cosas de su laboratorio, y con esas mismas piezas hizo su traje». Para enfatizar la sensación de misterio y miedo de Batman al principio de su carrera, el director de arte Jeremy Price y su equipo utilizaron siluetas inspiradas en el cine negro e iluminación tenue. En Arkham Origins, el nombre «Batman» se usa con poca frecuencia, ya que la trama del personaje está al nivel de una «leyenda urbana». Los editores del sitio web Computer and Video Games sugirieron que en el juego Batman comete errores debido a la inexperiencia, como fallas con el batarang, pero esta teoría fue refutada debido a una caracterización inapropiada del personaje. Los autores afirmaron que su inexperiencia se debía a su personalidad: aprendió a ser el protector de la ciudad y superó su obsesión por la venganza. Al diseñar las habilidades y dispositivos de Batman, la jugabilidad tuvo prioridad sobre la narrativa de la historia en juegos anteriores: los diseñadores sintieron que eliminar características que los jugadores ya habían encontrado en Asylum y City haría que Origins fuera menos inmersivo.
Holmes reconoció que Black Mask no es tan conocido en comparación con otros villanos de Batman como el Joker o el Pingüino, por lo que para convertirlo en un antagonista interesante y aterrador, decidieron ampliar su historia. Black Mask fue considerado un villano adecuado para los inicios de la carrera de Batman debido a su practicidad: pasa de los típicos matones a los que se enfrentó Batman a los villanos neuróticos y extravagantes que enfrentaría en el futuro. La selección de los antagonistas principales se basó en «su estilo, apariencia y motivación, para que hubiera la máxima variedad en el juego, pero al mismo tiempo manteniéndose dentro de los límites del estilo». En el juego, Copperhead es una mujer, mientras que en los cómics es un hombre. Para crear sus animaciones acrobáticas, fue necesario invitar a tres actrices: una especialista, una artista del Cirque du Soleil y una artista marcial. Más tarde apareció una versión de acción real de Copperhead en la línea de cómics The New 52. La apariencia del antihéroe Anarky se actualiza a la de un manifestante callejero con su pandilla, que recuerda a un movimiento social. Es posible que el personaje se haya acercado a Batman con una propuesta de asociación, ya que no siempre fue un villano, pero como dijo Holmes, «es multidimensional en el universo de Batman». La inclusión de Anarky en el juego estuvo influenciada por la entonces popularidad de las protestas antigubernamentales, y Holmes consideró al antihéroe «muy oportuno». Los desarrolladores utilizaron «las apariciones originales de Anarky en los cómics de Alan Grant y Norm Breyfogle» para la variación del juego. Cada jefe de la historia mejora la habilidad del jugador en un determinado aspecto del juego; por ejemplo, la pelea con Deathstroke se centra en los contraataques. Los villanos cuidadosamente seleccionados del juego fueron elegidos por sus habilidades que desafiaban la mecánica del juego. Las peleas contra jefes se inspiraron en el duelo entre Batman y Mr. Freeze en Arkham City, en el que derrotarlo requería aprender toda la gama de estrategias y habilidades del héroe.
Las escenas de «reconstrucción» de Detective Vision fueron diseñadas para ser segmentos cortos, visualmente gratificantes y divertidos. Los diseñadores trabajaron en la duración de cada escena, viendo cuántas pistas el jugador estaría dispuesto a mirar antes de tener una solución. Como resultado, el tiempo total para las tareas que implican la investigación de pruebas no supera los dos o tres minutos. Múltiples ubicaciones brindan variedad y desafían al jugador; por ejemplo, el teatro a bordo de la nave de Penguin se redujo gradualmente de tamaño para acercar a los enemigos, y se eliminó un dron durante las pruebas de los jugadores. Durante el desarrollo se introdujo un sistema climático dinámico que afecta directamente al juego (por ejemplo, la nieve y el viento reducen la visibilidad para los francotiradores), pero no se pudo adaptar dentro del marco de tiempo de desarrollo disponible y se eliminó.

### Música
La banda sonora de Arkham Origins fue compuesta por Christopher Drake, reemplazando a los compositores de Arkham Asylum y Arkham City en la persona de Ron Fish y Nick Arundel. Al escribirlo, el compositor se inspiró en la película Die Hard de 1988, que también tuvo lugar en Navidad, y la banda sonora estuvo dominada por las campanas navideñas, enfatizando ciertos momentos. Drake dijo que debido a que el juego es una precuela, le permitió ser «más libre» con las composiciones sin dejar de apegarse al «ADN musical de Batman». El compositor también añadió que las bandas sonoras de juegos anteriores eran «elegantes» y orquestales, por lo que decidió añadir más electrónica. Christopher abordó las canciones de las escenas cinematográficas como una banda sonora de película tradicional y las grabó en Burbank, California. La música del juego se creaba en capas que se activaban con alguna acción, como cuando Batman entraba en un lugar determinado o al comienzo de una batalla. El compositor creía que la banda sonora del juego no sería aburrida ya que se ejecuta en diferentes momentos dependiendo de cuánto tiempo le toma al jugador completar una tarea. Batman: Arkham Origins — Original Video Game Score fue lanzada por WaterTower Music el 22 de octubre de 2013 y contiene 32 pistas.

## Lanzamiento
Batman: Arkham Origins se lanzó en todo el mundo el 25 de octubre de 2013 en PlayStation 3, Wii U, Windows y Xbox 360. Una semana antes del lanzamiento previsto en Europa, el editor anunció que las versiones comerciales para Wii U y Windows en algunos países europeos se retrasarán hasta el 8 de noviembre. La prueba beta cerrada del juego se llevó a cabo del 7 al 14 de agosto. Junto con Arkham Origins, el spin-off Batman: Arkham Origins Blackgate también se lanzó para las consolas portátiles Nintendo 3DS y PlayStation Vita. El 16 de octubre, se lanzó una versión móvil de Origins en el género beat 'em up para iOS; Se planeó una versión de Android para finales de 2013, pero finalmente salió el 25 de julio del año siguiente. La versión móvil fue desarrollada por NetherRealm Studios, que anteriormente desarrolló el spin-off móvil de Arkham City: Lockdown. En noviembre, el juego se incluyó en Batman: Arkham Collection, lanzado para Windows, PlayStation 3 y Xbox 360; la compilación también incluía Arkham Asylum y Arkham City con todo el contenido descargable. El 4 de diciembre de 2016 Warner Bros. cerro los servidores para multijugador. En agosto de 2017, la versión Xbox 360 se pudo reproducir en las consolas Xbox One gracias a la función de compatibilidad con versiones anteriores.
Antes del estreno de Arkham Origins en el Reino Unido, los actores Roger Craig Smith y Troy Baker se reunieron con los fans en la tienda Stratford Game. En octubre salieron a la venta una serie de figuras y una réplica a tamaño real del garfio de Batman. En diciembre, Madefire publicó un cómic precuela del juego. El cómic fue el primero de la iniciativa DC2 Multiverse, con un diseño de sonido dinámico y la posibilidad de elegir cómo se desarrolla la historia mientras se lee. Al comprar los ocho capítulos, el jugador recibía de regalo dos trajes de Batman para el juego.

### Ediciones
En el Reino Unido, Australia y Nueva Zelanda se ha lanzado una edición de coleccionista que incluye un libro de bolsillo con el juego y una figura de 30 cm de Batman agarrando al Joker. En Norteamérica, la edición de coleccionista, denominada Definitive Edition, contiene una figura del Joker que brilla en la oscuridad, un póster de «Se busca Batman», un esquema del prototipo del Batwing, una plantilla del logotipo de Anarky, un mapa de Gotham que brilla en la oscuridad y una fotografía de la familia Wayne. También se vendió una edición similar en Australia y Nueva Zelanda. Esta edición norteamericana también contenía un documental sobre los supervillanos de DC, Necessary Evil: Super-Villains of DC Comics, y todas las regiones tenían un libro de arte de tapa dura de 80 páginas, dossiers de villanos, un código de descarga para el DLC Deathstoke y el traje de la «1ª Aparición» basado en el primer cómic en el que aparece Batman, Detective Comics #27. La Edición Coleccionista y la Edición Definitiva salieron a la venta para PlayStation 3 y Xbox 360.